# فلنسبورگ ۱۴۶۳۲
سیارک ۱۴۶۳۲ (به انگلیسی: 14632 Flensburg، نامگذاری:1998VY33) چهارده هزار و ششصد و سی و دومین سیارک کشف شده‌است که در ۱۱ نوامبر ۱۹۹۸ کشف شد.
قدر مطلق سیارک برابر ۱۳٫۹۰ است.